# Lewisohn Stadium
Il Lewisohn Stadium era un anfiteatro e una struttura sportiva costruita nel campus del City College di New York (CCNY). Fu aperto nel 1915 e demolito nel 1973.

## Storia
L'anfiteatro con colonnato dorico fu costruito tra la Tenth Avenue e Convent Avenue, dalla 136ª alla 138ª strada. Il finanziere e filantropo Adolph Lewisohn donò i fondi per la costruzione.
Aprì nel 1915, con una capienza di 8.000 posti. Lo stadio ha ospitato numerosi eventi sportivi, musicali e teatrali. Era uno dei punti di riferimento pubblici di New York.
Il Lewisohn Stadium è stato demolito nel 1973 per far posto al North Academic Center da 125 milioni di dollari. Nel 1985 una piazza fuori dal Centro è stata rinominata Lewisohn Plaza, in memoria dello stadio e del suo filantropo.

## Atletica

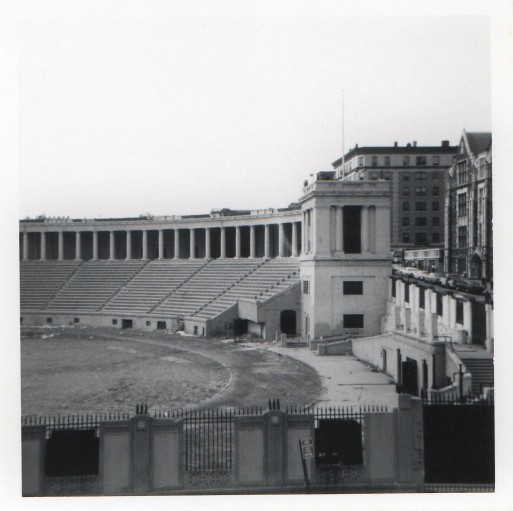
Il Lewisohn Stadium nel 1973, poco prima della demolizione

La squadra di football del CCNY ha giocato le partite casalinghe al Lewisohn dal 1921 al 1950. L'ultima partita giocata è stata una vittoria per 33-6 dei Beavers sui Lowell Textile il 18 novembre 1950, davanti a 300 tifosi. Fu l'unica vittoria del CCNY in quella stagione e il programma fu interrotto l'anno successivo.
Insieme a Jasper Oval. proprio di fronte a Convent Avenue, anch'esso ora demolito, il Lewisohn è stato utilizzato durante tutto l'anno accademico per molti degli sport intramurali all'aperto del campus dei quartieri alti del college.
Il CCNY Varsity Rifle Team aveva il suo raggio di 15 metri al coperto sotto i gradini dello stadio, a cui si accedeva da una porta all'estremità nord. L'allenatore, Jerrold Uretsky (Jerry), era un abile tiratore esperto con numerose medaglie e campionati. Per molti anni il CCNY Rifle Team ha eccelso nelle competizioni nazionali, regionali e locali ed è stato costantemente nella classifica nazionale Top Ten sponsorizzata dall'NRA, con il miglior record di qualsiasi squadra al CCNY.
Hanno viaggiato negli Stati Uniti per competere contro diverse squadre collegiali, nonché contro l'esercito e la marina, che erano le uniche squadre che non avrebbero mai potuto battere. Sfortunatamente la squadra si sciolse entro 3 anni dalla perdita del Lewisohn. La gamma sonora era notoriamente rumorosa, con una barriera di protezione in acciaio, pareti di cemento e nessun isolamento acustico.

## Concerti
Oltre ad ospitare eventi sportivi, lo stadio è stato utilizzato per spettacoli musicali per quasi cinquant'anni a partire dal 1918 sotto la supervisione di Minnie Guggenheimer, che ha assistito al concerto inaugurale dello stadio con suo figlio Randolph Guggenheimer.
Per il prezzo di ingresso di soli venticinque centesimi, gli spettatori dell'anfiteatro hanno potuto assistere alle esibizioni di importanti artisti del mondo del jazz, della musica classica e dell'opera.
Diversi noti direttori sono apparsi allo stadio in concerto con la Lewisohn Stadium Symphony Orchestra, la New York Philharmonic ed la Metropolitan Opera Orchestra. Alfredo Antonini diresse una serie di concerti estivi all'aperto allo stadio per tre decenni negli anni 1940, 1950 e 1960. I suoi concerti Italian Night spesso attiravano un pubblico di oltre 13.000 ospiti per una singola esibizione e presentavano noti solisti del palcoscenico operistico tra cui Licia Albanese e Richard Tucker. Sia Leonard Bernstein della New York Philharmonic che Kurt Adler del Metropolitan Opera House hanno fatto apparizioni allo stadio come direttori d'orchestra. Sul podio dello stadio sono state fatte anche apparizioni come ospiti di: Pierre Boulez, Andre Kostelanetz Dimitri Mitropoulos, Julius Rudel, Alexander Smallens, Max Steiner, Alfred Wallenstein e Mark Warnow.
Nel corso dei decenni, nell'anfiteatro è apparsa anche un'ampia varietà di noti solisti, tra cui: Marian Anderson, Louis Armstrong, Harry Belafonte, Jack Benny, Leonard Bernstein, Jorge Bolet, Van Cliburn, Placido Domingo, Joan Field, Ella Fitzgerald, Kirsten Flagstad, Benny Goodman, Thomas Hayward, Jascha Heifetz, William Kapell, Lotte Lenya, Yehudi Menuhin, Jan Peerce, Roberta Peters, Leontyne Price, Paul Robeson, Pete Seeger, Frank Sinatra, Renata Tebaldi, Richard Tucker e Yma Sumac
I direttori d'orchestra Eugene Ormandy e Leopold Stokowski ognuno hanno realizzato una serie di registrazioni per la Everest Records con la "Stadium Symphony Orchestra di New York". George Gershwin eseguì qui la sua Rapsodia in blu e presentò sempre allo stadio in anteprima la sua Cuban Overture.
A causa del calo delle presenze, i concerti regolarmente programmati furono interrotti nel 1966.

## Altri utilizzi
Lo stadio è stato utilizzato dal City College per i suoi esercizi di apertura. Hanno preso parte tutti i campus CCNY, comprese le arti liberali, l'ingegneria e l'architettura e la sua Manhattan Business School (ora Baruch College). Questa pratica continuò fino al giugno 1973. Le cerimonie di diploma per la classe del 1969 si tenevano al The Theater at Madison Square Garden, (originariamente chiamato Felt Forum) del Madison Square Garden. Era anche utilizzato per l'annuale Army ROTC (Reserve Officers' Training Corps) del CCNY alla fine di ogni anno accademico.
Il 16 agosto 1946 lo stadio ospitò un concerto di beneficenza per il sergente Isaac Woodard, un soldato afroamericano dell'esercito americano che, dopo essere stato congedato con onore e rientrato a casa dal servizio nel teatro dell'Oceano Pacifico della seconda guerra mondiale, era stato brutalmente aggredito e accecato con un manganello da un poliziotto bianco nella Carolina del Sud all'inizio di quell'anno. Il concerto tutto esaurito, organizzato dal New York Amsterdam News, mentre l'atrocità stava guadagnando l'attenzione nazionale, includeva esibizioni dei musicisti Nat King Cole, Cab Calloway, Duke Ellington, Carol Bruce, Woody Guthrie e Billie Holiday. Anche Orson Welles, che aveva contribuito a pubblicizzare il crudele attacco nel suo programma radiofonico e nella sua rubrica sul New York Post, partecipò e l'evento fu co-presieduto dal pugile Joe Louis e dal sindaco di New York William O'Dwyer.

## Nei film
Lo stadio è apparso come ambientazione della scena finale del film Rapsodia in Blue del 1945 in cui Oscar Levant esegue il tema del titolo, con un'orchestra diretta da Paul Whiteman, in memoria del compositore. Lo stadio abbandonato fu utilizzato anche nel film Serpico del 1973, diretto da Sidney Lumet, in una scena con Tony Roberts e Al Pacino.

## Galleria d'immagini

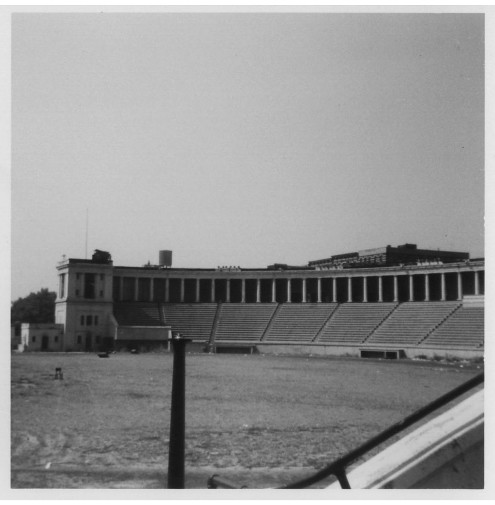
Lo stadio pochi giorni prima dell'inizio della demolizione.
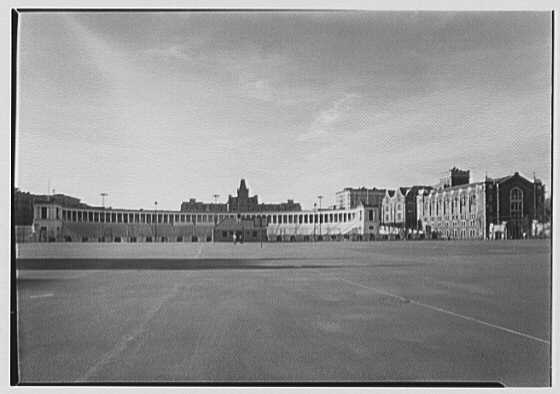
Il City College, New York
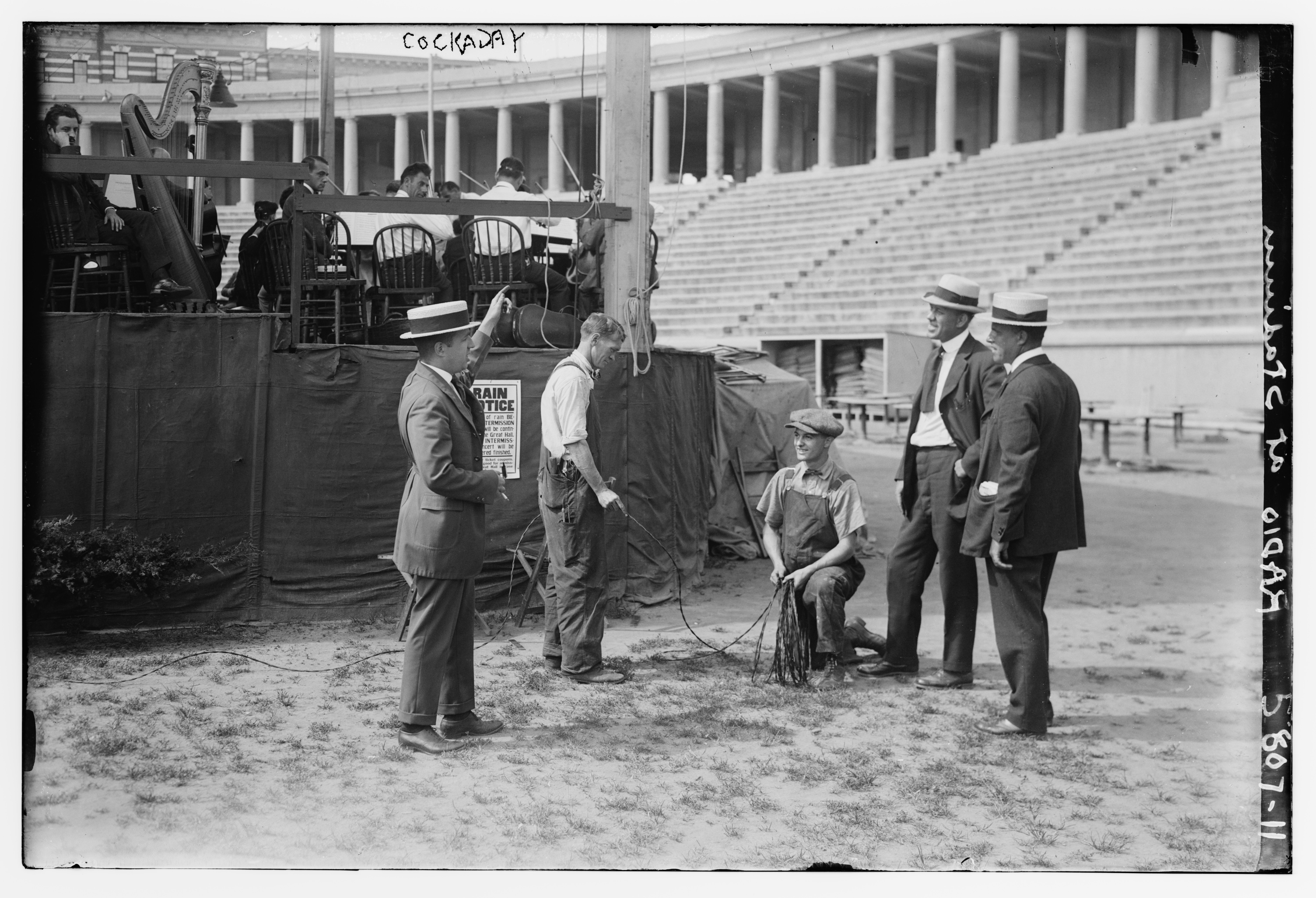
Cockaday - La radio allo stadio
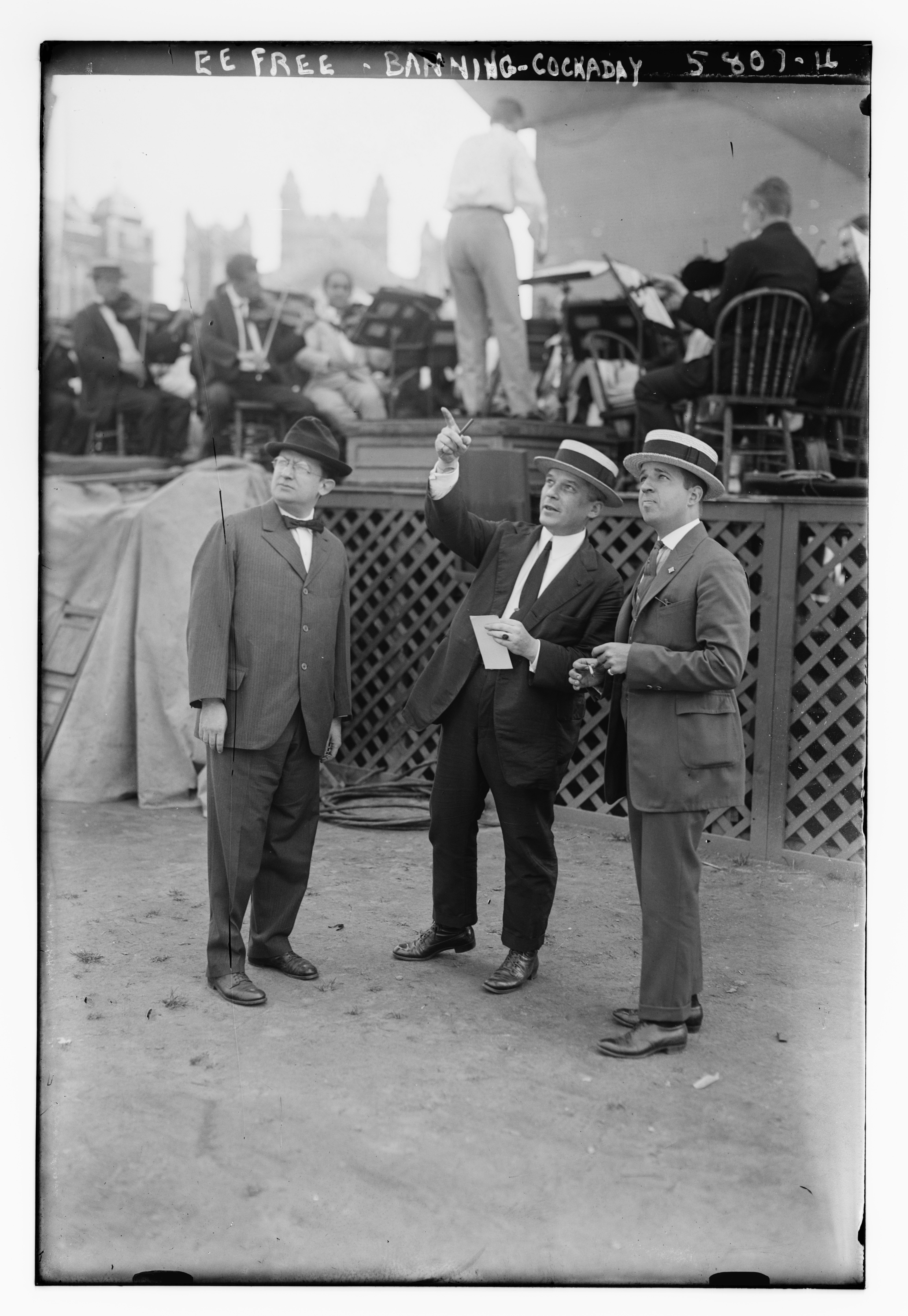
EE Free, Banning e Cockaday
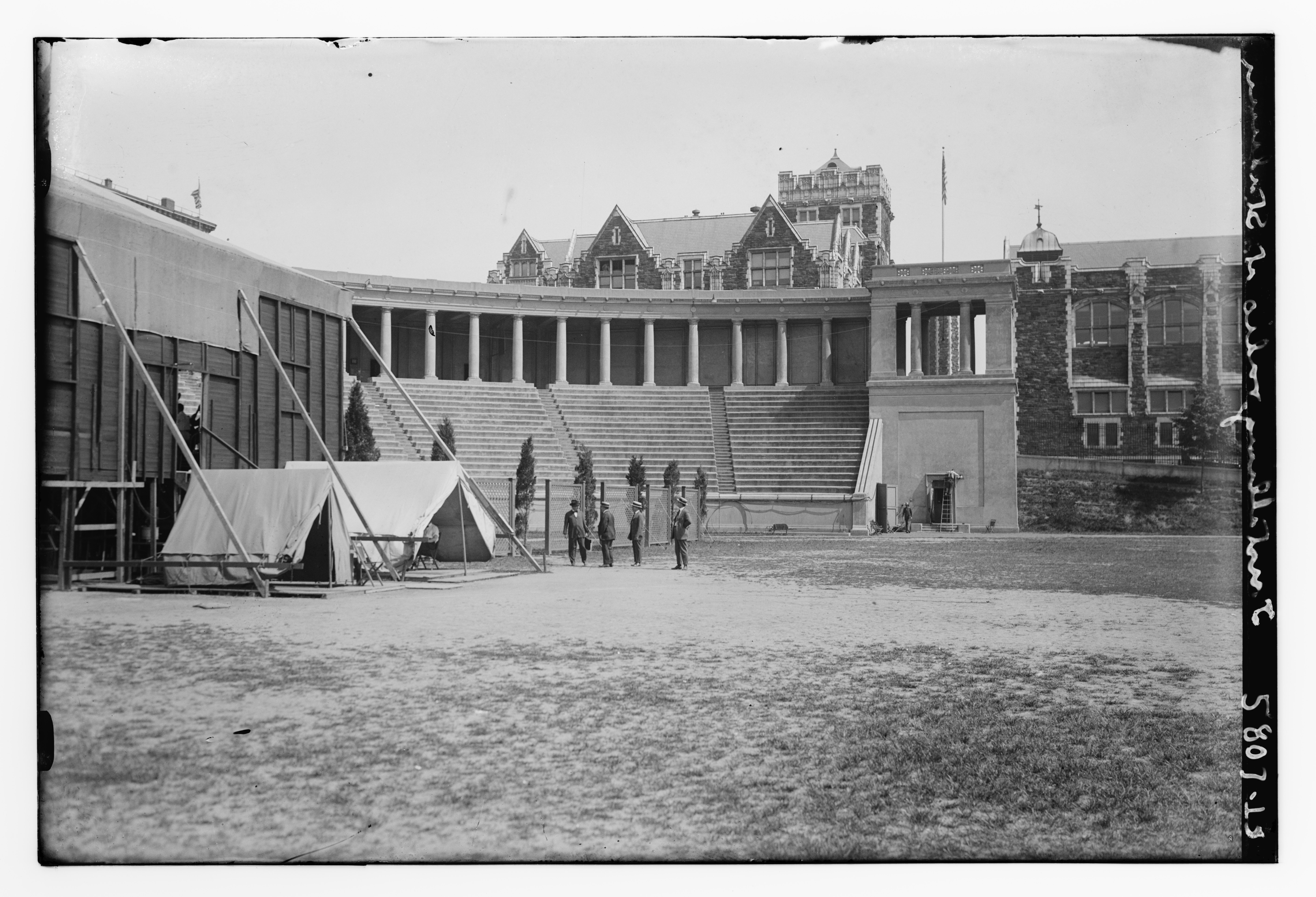
Installazione della radio allo stadio
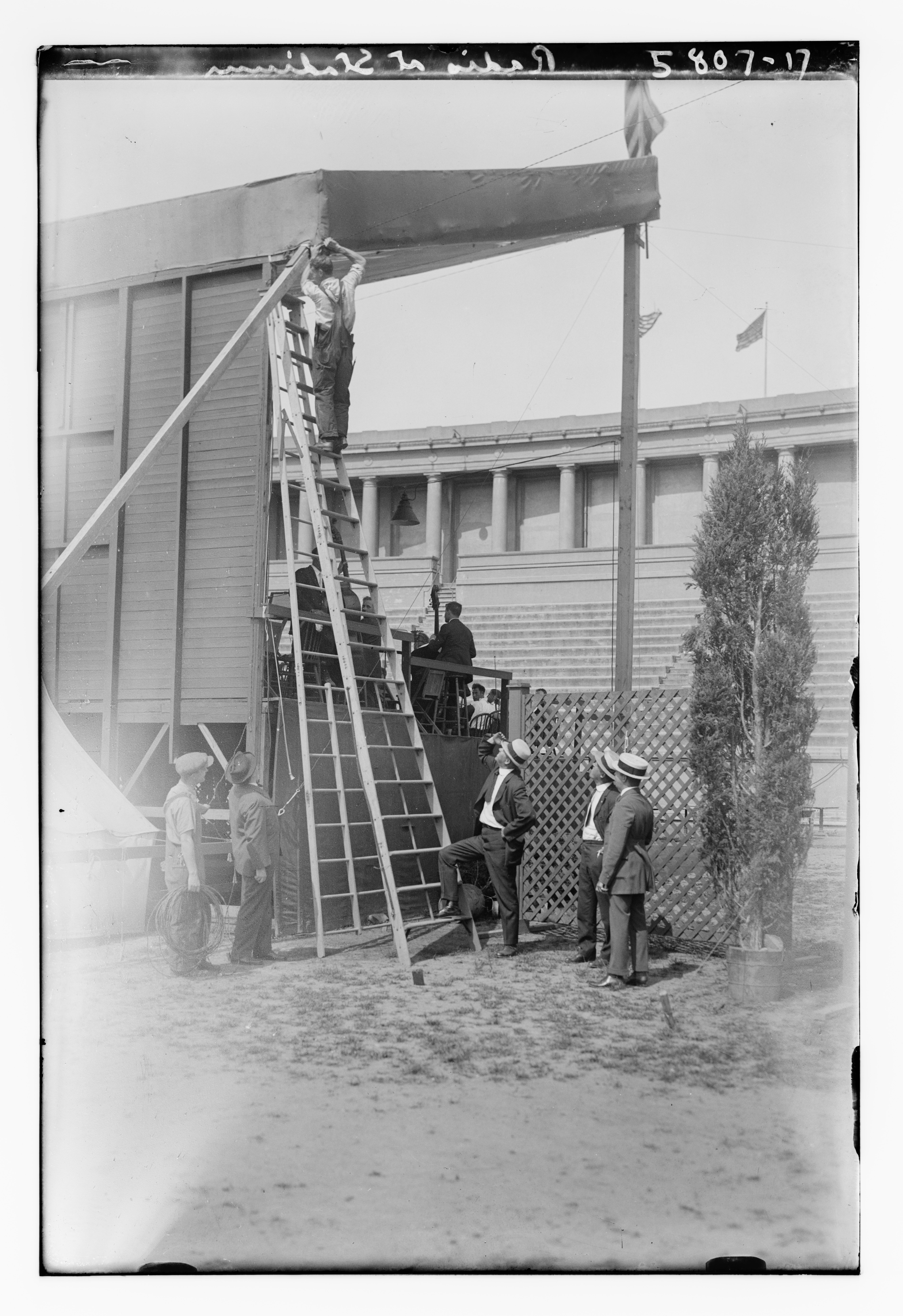
Installazione della radio allo stadio
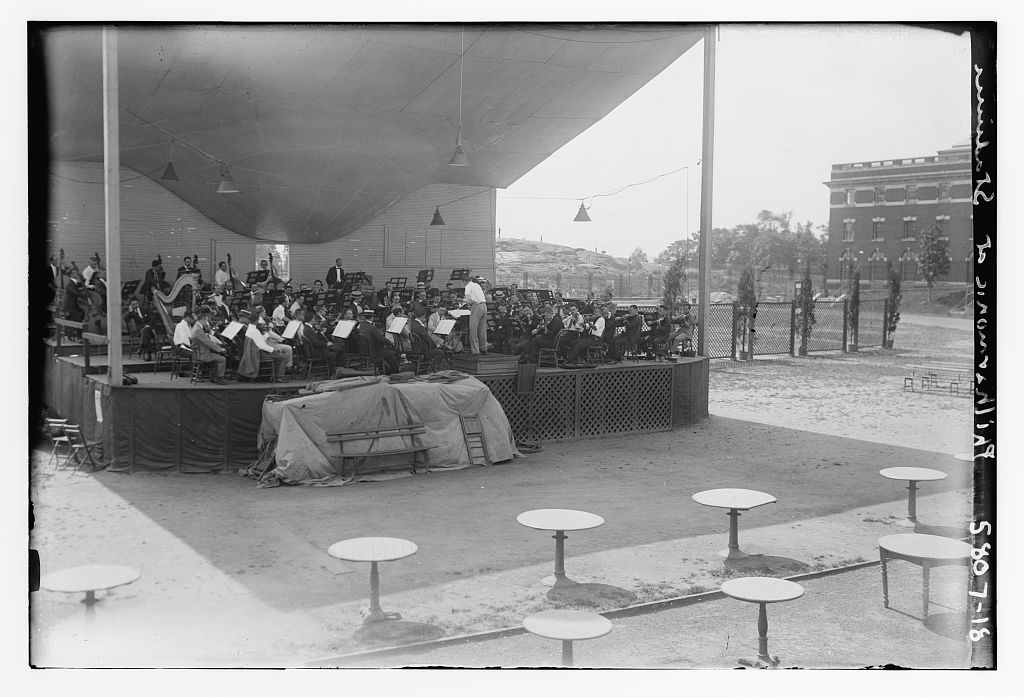
La Filarmonica allo stadio